# Koyaga
Koyaga là một chi bướm đêm thuộc họ Noctuidae.